# Houtain-le-Val
Houtain-le-Val (Nederlands: Dalhoutem, Waals: Houtin-l'-Vå) is een dorp in de Belgische provincie Waals-Brabant en een deelgemeente van Genepiën. Tot 1 januari 1977 was het een zelfstandige gemeente. Net ten zuidwesten van het centrum ligt het gehucht Houtain-le-Mont. De rivier de Dijle ontspringt op het grondgebied van Houtain-le-Val.

## Geschiedenis
Op de Ferrariskaart uit de jaren 1770 staat de plaats aangeduid als het dorp Houtain le Val in de Dijlevallei, met op de hoogte net ten zuidwesten het dorp Houtain le Mont. Op het eind van het ancien régime werden beide plaatsen een gemeente. In 1811 werd de gemeente Houtain-le-Mont al opgeheven en bij Houtain-le-Val aangehecht.

## Bezienswaardigheden

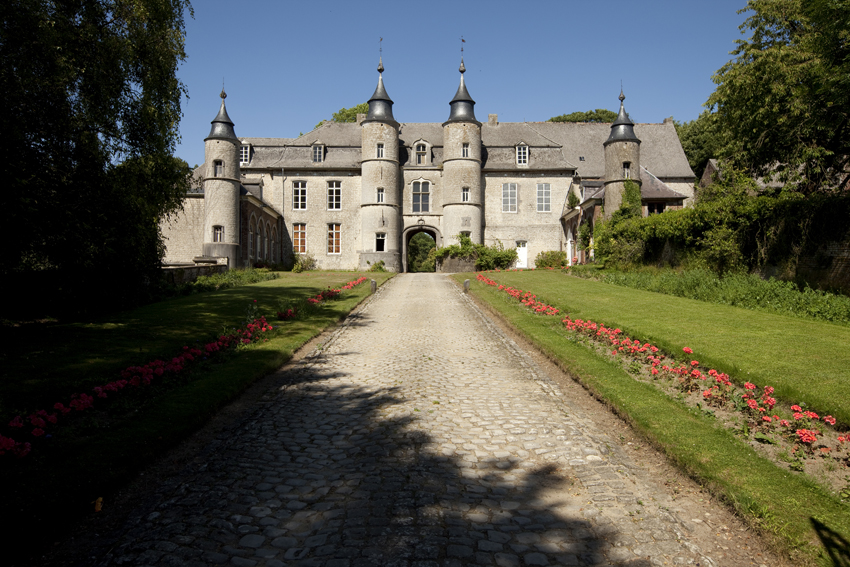
Kasteel van Houtain-le-Val

- De Fontaine Mayaux bestaat al sinds de eerste helft van de 17e eeuw. Het is de bron van de Dijle.
- De Sint-Maarten-en-Jacobuskerk (Église Saints-Martin et Jacques) is een bakstenen classicistisch kerkgebouw van 1769.
- Het Kasteel van Houtain-le-Val is ontstaan vanuit een versterkt huis dat in 1125 al werd vermeld. In de loop der eeuwen zijn diverse uitbreidingen tot stand gekomen, zoals in de 16e eeuw (poortgebouw), in 1763 en in de 19e eeuw.

## Natuur en landschap
Iets te zuiden van Houtain-le-Val ontspringt de Dijle. De hoogte aan de kerk bedraagt 136 meter.

## Demografische ontwikkeling
- Bronnen:NIS, Opm:1831 tot en met 1970=volkstellingen

## Politiek
Houtain-le-Val had een eigen gemeentebestuur en burgemeester tot de gemeentelijke fusie van 1977. Burgemeesters waren:
- 1854-1870 : Alfred de Waha
- 1884-1900 : Félix Crousse
- 1910-1914 : Omer Bedoret
- 1920-1932 : Henry d'Hanins de Moerkerke
- 1933-1938 : Nestor Lacroix
- 1939-1946 : Henry d'Hanins de Moerkerke
- 1952-1970 : Félix Crousse
- 1971-1976 : Georges Roisin (PLP)

## Nabijgelegen kernen
Loupoigne, Thines, Sart-Dames-Avelines, Sart-à-Rèves
Deelgemeenten: Baisy-Thy · Bousval · Genepiën · Glabais · Houtain-le-Val · Loupoigne · Oud-Genepiën · Ways

Overige plaatsen: La Bruyère · Bruyère Madame · Baisy · Basse-Laloux · Le Chantelet· Chênemont · Dernier Patard · La Falise · Ferrières · Les Flamandes · Fonteny · Foriest · Fosty · Hattain · Houtain-le-Mont · La Hutte · La Motte  · Loncée · Maison du Roi · Noirhat · Pallandt · Promelles · Quatre Bras · Ry-d'Hez · Sclage · Thy · Trou-du-Bois · Vieux Manants · Wanroux

Belgische gemeenten · Arrondissement Nijvel · Waals-Brabant · Wallonië